# Tracey Takes On...
Tracey Takes On... é uma série norte-americana de comédia estrelada por Tracey Ullman. O programa durou quatro temporadas na HBO e foi encomendado após o sucesso do especial de 1993 Tracey Ullman Takes on New York. Cada episódio enfoca um assunto específico que seus personagens comentam ou vivenciam por meio de esquetes e monólogos.
Ao contrário de seu programa anterior, Tracey Takes On... foi filmado sem público no estúdio, em câmera única; em vez de mais de cem personagens, ele se concentrou em uma rotação constante de quase 20. "Eu queria fazer um programa onde você pudesse se familiarizar com as personagens, onde eu pudesse expressar um ponto de vista, onde pudéssemos ser polêmicos. [...] Eu também não queria fazer uma série em que tivesse que fazer 22 ou 26 episódios por ano. Tenho dois filhos e marido, e há outras coisas que gostaria de fazer durante o ano. Dez é um bom número e a HBO me dá uma grande liberdade (artística)", disse Ullman em 1996.. A única personagem a retornar do Tracey Ullman Show original foi Kay Clark. A ex-integrante do elenco Julie Kavner tornou-se uma estrela convidada recorrente na série.
Em 1998, um livro baseado na série, Tracey Takes On foi lançado. Em 2003, a personagem Ruby Romaine foi desmembrada no especial de televisão da HBO, Tracey Ullman in the Trailer Tales.

## Produção

### Concepção e desenvolvimento
Em 1990, o marido de Ullman, Allan McKeown, fez uma oferta para a franquia de televisão ITV. Ullman, que tinha acabado de terminar quatro temporadas de sua série homônima na Fox, tinha acabado de dar à luz seu segundo filho e estava em casa. Em setembro de 1991, McKeown ficou exultante quando foi informado de que sua oferta foi aceita. No entanto, a atriz temia a ideia de fazer outro programa. "Eu realmente não estava preparada para fazer TV novamente. Tive uma passagem extraordinária na FOX no final dos anos 80 com o Tracey Ullman Show e não conseguia imaginar gastar tanta energia novamente. [...] O tipo de maquiagem que eu gostava de me disfarçar não era propício para um programa ao vivo [...] Uma vez inalei tanto removedor que desmaiei no chão da sala de maquiagem. Fui ressuscitada e saí para fazer uma atuação incrível, embora não me lembre de ter estado lá." Ela teve um ano para entregar a atração. O especial de 1993 Tracey Ullman: A Class Act, uma sátira sobre as classes sociais britânicas, foi filmado inteiramente em locações e co-estrelado pelo ator Michael Palin. O sucesso fez com que a rede norte-americana HBO se interessasse em que Ullman fizesse um especial para eles. A única ressalva foi que ela abordasse um assunto mais "estadunidense". Ela escolheu Nova York. Aquele especial, Tracey Ullman Takes on New York, foi um sucesso premiado. A HBO então abordou a ideia de uma série.
Ullman não tinha certeza se conseguiria fazer isso sem a ajuda de seu "mentor" James L. Brooks, que ajudou a lançar sua carreira em The Tracey Ullman Show. "No ano passado, eu tinha 35 anos e pensei: 'É hora de fazer isso sozinha'. Pensei: 'Conheço a premissa, sei o que quero fazer...' Sentei-me à cabeceira da mesa e tornei-me chefe."  A produção da primeira temporada de Tracey Takes On... começou em Los Angeles em 1995.
Ela comentou sobre a liberdade artística que recebeu: "Se fizéssemos o enredo comigo e [Julie Kavner] como jogadoras de golfe gays na rede de TV, a Johnson & Johnson retiraria sua publicidade, então haveria um grande artigo no USA Today, e isso seria uma dor de cabeça. A HBO nos deixou nos divertir com isso, e quando Julie e eu saímos no final, é da maneira mais maravilhosa."
A produção de Tracey Takes On... começava todos os anos em fevereiro com um retiro da equipe. Três meses eram gastos. A pré-produção ocorreria em julho e agosto, com as filmagens começando em setembro e encerrando em novembro. A temporada completa seria "idealmente" entregue à HBO em dezembro. A série chegou ao fim após quatro temporadas em 1999. Ullman começou a conceber um novo programa no qual interpretaria apenas um ou dois personagens com o mínimo de maquiagem. "Desta vez interpretarei um ou dois personagens [em vez de todos os personagens]. Eu só não quero colocar toda essa borracha no meu rosto. Isso começou a ficar realmente tedioso. Eu tornei tudo mais fácil para mim, e será mais fácil se eu não tiver que gastar dez horas me maquiando."
Em fevereiro de 1998, a atriz revelou que alguns telespectadores ainda não sabiam que ela interpretava todos os personagens: "Ainda recebemos cartas perguntando: 'Posso tirar uma foto de Tracey e do resto do elenco?'"

### Divulgação
A representação artística do famoso caricaturista Al Hirschfeld de Ullman cercada por seus personagens foi usada para promover a terceira temporada do programa. Em 1999, ela foi destaque em uma campanha publicitária da Got Milk?, junto com três de seus personagens: Kay Clark, Linda Granger e Hope Finch..

## Personagens
Todos os meus personagens têm uma tristeza ou inadequação.— Tracey Ullman
Todas as personagens de Tracey Takes On… foram criações originais. Ullman evitou fazer imitações diretas de celebridades, acreditando que era território do Saturday Night Live. Em vez disso, ela optou por fazer amálgamas de muitas pessoas comuns da vida real e, em alguns casos, de pessoas famosas.
A única personagem a retornar de The Tracey Ullman Show foi Kay Clark, já que Ullman a criou sozinha; A FOX detinha os direitos de todos as outras que apareceram naquele programa. "Eu amo Kay. Gosto muito dela. Esta pequena solteirona britânica – ela é tão corajosa, e pensar que ela está em rede nacional nos Estados Unidos é bastante emocionante para mim quando eu costumava testemunhá-la no banco local da minha aldeia. Ela dizia: 'Olá, senhorita Ullman. Como está Hollywood?' E pensar que ela está na televisão americana e – ela não sabe!".
Ruby Romaine, que Ullman descreveu como "puro lixo de Hollywood", foi baseada em muitas das maquiadoras enviados para maquiá-la ao longo dos anos. O visual de Ruby foi inspirado em Romaine Greene, uma cabeleireira que trabalhou em muitos dos filmes de Woody Allen, enquanto sua voz foi inspirada em Florence Aadland, mãe da atriz Beverly Aadland. Ullman interpretou Florence no programa The Big Love, para o qual ela se preparou ouvindo horas de ditados de Florence para o escritor Tedd Thomey.
As personagens da atriz Linda Granger, Fern e Harry Rosenthal foram criados para Tracey Ullman Takes on New York. Ullman brincou com a ideia de dar a Fern seu próprio programa, mas descobriu que interpretá-la a deixou "se sentindo um trapo mole" e que seu marido pediu para evitá-la depois disso. Ela descreveu Fern como "alta e emocionada". Quando questionada sobre quem inspirou Linda, Ullman citou Loni Anderson e atrizes que acabaram estrelando episódios de Murder, She Wrote: "o tipo de mulher que Ruby Romaine inventou."
As personagens Trevor Ayliss, Virginia e Timothy Bugge, Janie Pillsworth e sua mãe Jackie, foram originalmente criadas para o especial de 1993 Tracey Ullman: A Class Act. Trevor foi baseada em um verdadeiro comissário da British Airways. A atriz disse sobre: "Eu amo Trevor. Sempre quis fazer um daqueles comissários de bordo gays porque eles são sempre tão amáveis comigo. Como Linda diz: 'Tenho uma base de fãs homossexuais maravilhosos e os amo!'". Desde que o interpretou, diversos administradores questionaram Ullman se são a inspiração da personagem. "E eu sempre digo que sim. Eu digo: 'Você está certo, baseei isso em você', porque assim ganho caviar de graça." A editora de revista de moda Janie Pillsworth era inspirada nas editoras britânicas Tina Brown e Anna Wintour.
Sentindo que teria sido ultrapassado interpretar uma agente de talentos, ela optou por interpretar uma advogada, Sydney Kross, a propósito, na sequência do julgamento de O. J. Simpson. Os críticos imediatamente notaram a semelhança da personagem com Leslie Abramson. Sobre sua criação, Ullman observou: "Ela tem uma aparência fascinante... Acho que ela será reconhecida fisicamente, mas não sua personalidade... Eu [mandei] fazer alguns dentes que parecem de tubarões. Eu estava com os óculos, o terno, mas depois coloquei esses dentes e isso me fez mexer a boca de uma certa maneira. E eu arquivei minhas unhas quadradas. As mulheres em Los Angeles têm unhas quadradas e brancas, muuuito quadradas...." No que diz respeito à personalidade de Sydney, ela encontrou inspiração em uma agente que tinha em Los Angeles chamada Holly, "que era louca". "[Parecia] que ela não tinha características redentoras: ela é horrível, fria, impessoal", afirmou. A personagem então ganhou um "traço humanizador": a solidão. "Ela é tão agressiva e tão feia! Ela tem acne e seus dentes são horríveis! [...] Ela se tornou meio atraente para mim. Todos os meus personagens têm tristeza ou inadequação."
Sua Alteza Real era uma combinação da voz da Rainha Elizabeth com o estilo de vida da Princesa Margaret, os chapéus da Duquesa Katharine e os dentes da Princesa Anne. Ullman enviou uma cópia do episódio "Royalty" do programa para Princesa Diana sentindo que ela poderia rir, e Diana, através de sua dama de companhia, expressou que tinha gostado.
A asiática Sra. Noh Nang Ning foi inspirada na dona de uma loja de donuts da vida real que Ullman conheceu enquanto escrevia a primeira temporada do programa em Los Angeles. A personagem foi a única que obteu polêmica. Um grupo asiático-americano protestou contra o programa, chamando o personagem de estereotipado e racista, e pediu à HBO que o removesse. A HBO defendeu a personagem, dizendo: "Tracey Ullman é uma satírica e comediante brilhante, e todo o seu trabalho tem espírito de diversão e bom humor." Ullman disse sobre a controvérsia: "Meu critério para fazer uma personagem é: elas existem, falam assim, elas realmente administrariam um estabelecimento de donuts? E acho que a Sra. Noh Nang Ning atende a tudo isso". No entanto, ela reconheceu que "os asiáticos não se veem necessariamente na televisão convencional". A polêmica mais tarde se tornou motivo de quadrinhos na quarta temporada. No episódio, Ruby não entende a polêmica e declara que deveria ter ganhado um Oscar. Sra. Noh Nang Ning foi aposentada após a terceira temporada; a atriz reclamava há anos da maquiagem. Questionada sobre se estava ofendendo alguns telespectadores, Ullman comentou: "É um público tão diversificado que recebo. São todos aqueles personagens que retrato que deveriam ser politicamente incorretos. Recebo esses adolescentes asiáticos que chegam e penso: 'Você não deveria ficar ofendido pela senhora da minha loja de donuts?' e eles dizem: 'Oh, não! Não há ninguém assim na TV. É como minha avó. Prefiro que você faça isso do que ninguém.'"
Sobre Madame Nadja de Beverly Hills, que foi baseada em Elizabeth Adams (conhecida como "Madame Alex"), Ullman disse: "Eu adoro que ela guardasse dinheiro debaixo da cama. Ela nunca se levanta o dia todo. Se ela tiver que sair da cama, é como, 'Droga, eu tenho que sair da cama. Preciso me vestir'. É quando algo importante acontece e ela precisa se vestir." A personagem Chic foi baseada em uma motorista de táxi de Nova York que certa vez levou o escritor Allen Zipper ao Aeroporto LaGuardia. A frase "Você quer me foder ou meu Mercedes?" foi um comentário real. A personagem também foi parcialmente baseada em um homem que Ullman conheceu quando adolescente em Londres, que trabalhava em um restaurante e usava a frase "Ei, querido, você gosta de sexo?".

## Episódios
| Temporada | Temporada                  | Episódios | Episódios | Originalmente exibido | Originalmente exibido |
| Temporada | Temporada                  | Episódios | Episódios | Estreia da temporada  | Final da temporada    |
| --------- | -------------------------- | --------- | --------- | --------------------- | --------------------- |
|           | 1                          | 10        | 10        | 24 de janeiro de 1996 | 27 de março de 1996   |
|           | 2                          | 15        | 15        | 18 de janeiro de 1997 | 30 de abril de 1997   |
|           | 3                          | 10        | 10        | 4 de janeiro de 1998  | 8 de março de 1998    |
|           | 4                          | 12        | 12        | 13 de janeiro de 1999 | 17 de março de 1999   |
|           | Episódios para personagens | 15        | 15        | —                     | —                     |
|           | Especiais                  | 3         | 3         | 1996–98               | 1996–98               |

## Transmissão
As temporadas 1 a 4 foram lançadas para compra através do serviço iTunes e Amazon nos Estados Unidos em 2009, mas atualmente não estão disponíveis em nenhuma das lojas. Os episódios foram fortemente editados; alguns foram combinados para compensar o tempo perdido devido à edição. Em 2012, toda a série de 65 episódios poderia ser transmitida através do Hulu, incluindo todos os 15 episódios de comédias de personagens não exibidos.

## Especial
Tracey Ullman in the Trailer Tales é um especial de televisão, transmitido em 2003 também pela HBO. O especial que foi originalmente concebido como piloto para uma possível série, destaca apenas um dos personagens de Ullman – Ruby Romaine, uma maquiadora na casa dos setenta anos. Ruby conta histórias de Hollywood enquanto celebridades sentam em sua cadeira. Ela também revela detalhes de sua vida pessoal, que inclui viver com seu filho veterano do Vietnã, Buddy.
O título provisório do projeto era Ruby Romaine, Trailer Trash. Esta foi a estreia de Ullman na direção (além de dirigir durante a quarta temporada da série Tracey Takes On…).

### Elenco
- Tracey Ullman como Ruby Romaine, Svetlana, Pepper Kane[30]
- Barbara Bain como Judy Utermeyer
- Maury Chaykin como Dan Weisman
- Paul Dooley como Dean Duaney
- Simon Helberg como Adam (estagiário da DGA)
- Steven Held como Buddy
- Galen Hooks como dançarino de rap nº 1
- Leslie Jordan como Rog Monroe
- Jane Kaczmarek como ela mesma
- Rose Marie como ela mesma
- Cheech Marin como ele mesmo
- Sam McMurray como Skip Westland
- Debbie Reynolds como ela mesma
- George Schlatter como ele mesmo
- Glenn Shadix como Garland Madden
- Lynne Marie Stewart como Lynn
- M. Emmet Walsh como Wally Westland
- Chris Williams como diretor assistente
- Gary Anthony Williams como Slurr P

### Prêmios e indicações
| Ano  | Prêmio                                  | Categoria                                                                | Recipiente(s)                                 | Resultado | Ref    |
| ---- | --------------------------------------- | ------------------------------------------------------------------------ | --------------------------------------------- | --------- | ------ |
| 2004 | Make-Up Artists and Hair Stylists Guild | Melhor Maquiagem - Minissérie/Filme de Televisão da Semana               | Matthew W. Mungle, Sally Sutton, Kate Shorter | Venceu    | [ 31 ] |
| 2004 | Primetime Emmy Awards                   | Melhor Penteado para Minissérie, Filme ou Especial                       | Cydney Cornell, Charlotte Parker              | Indicado  | [ 32 ] |
| 2004 | Primetime Emmy Awards                   | Melhor Maquiagem para Minissérie, Filme ou Especial                      | Sally Sutton, Kate Shorter (maquiadores)      | Indicado  | [ 32 ] |
| 2004 | Primetime Emmy Awards                   | Melhor Maquiagem para Série, Minissérie, Filme ou Especial (com prótese) | Matthew W. Mungle, Kate Shorter, Sally Sutton | Indicado  | [ 32 ] |
| 2004 | Primetime Emmy Awards                   | Melhor Desempenho Individual em um Programa de Variedades ou Música      | Tracey Ullman                                 | Indicado  | [ 32 ] |